# AgBiotechNet
AgBiotechNet es una base de datos en línea con capacidad de búsqueda de literatura científica sobre temas relacionados con la biotecnología agrícola. Su público objetivo está formado por investigadores y formuladores de políticas en biotecnología. Aunque algunas funciones del sitio están disponibles de forma gratuita, a otras solo pueden acceder los suscriptores pagos.  Lanzado por primera vez en enero de 1999,  AgBiotechNet está dirigido por el Centro Internacional de Agricultura y Biociencia (también conocido como CABI), que lo fundó junto con el Proyecto de Apoyo a la Biotecnología Agrícola de la Universidad Estatal de Michigan.  